# Горакшанатх

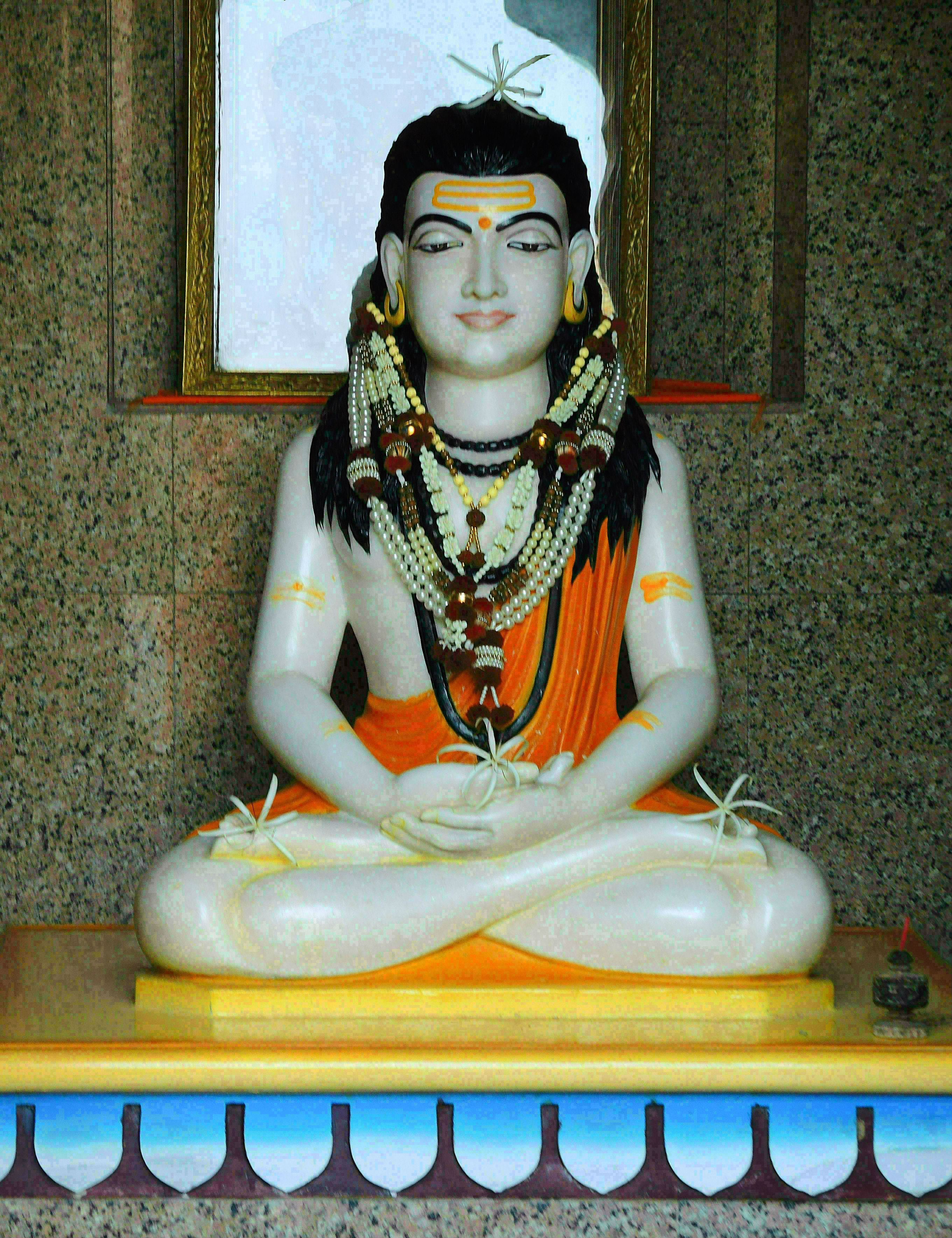
Мурті Горакшанатха у храмі в місті Лакшмангарх, штат Раджастан, Індія

Горакшанатх (гінді गोरखनाथ) (Горакша (санскр. गोरक्ष), Горакхнатх) — махасіддха, учень Матсьєндранатха, засновник традиції натхів, ордену канпхатів або даршані, а також нового напряму в тантрі, в якому використовуються Шабар-мантри, і хатха-йоги, елементи якої практикували в багатьох релігійних традиціях, таких як шайвізм, суфізм, буддизм та ін.
Ім'я «Горакша» складається з двох частин: «го»(санскр. गो) — всесвіт, почуття, тіло, і «ракша»(санскр. रक्ष) — владика, захисник, що буквально перекладається як «владика всесвіту» або «захисник почуттів».
Горакшанатха в Індії вважають втіленням Шиви, покровителем усіх йогинів. Також його шанують в традиції буддизму ваджраяни. Передання про нього широко поширені й різноманітні. Особливо багато їх в Непалі, Бенгалії, західній Індії, Сінді і Пенджабі. Біографія Горкшанатха вміщена у життєписі 84-х махасиддхів.

## Біографія
Точний час і місце життя Горакшанатха не встановлено. Натхи вважають, що Горакшанатх являвся в усі світові епохи — чотири юги. Сучасні дослідники на основі аналізу збережених легенд і переказів, а також археологічних даних роблять висновок, що Горакшанатх жив не пізніше 1200 р.н. е. і народився у Східній Бенгалії.

## Тексти
Горакшанатха вважають автором таких текстів, як: «Горакша-самхіта», «Горакша-шатака», «Горакша-паддхаті», «Сіддха-сіддханта паддхаті», «Вівека-мартанда», «Йога-мартанда», «Йога-Чінтамані», «Джняна-амріта», «Аманаска», «Атмабодха», «Горакша-сахасранама», «Йога-біджа», «Йога-сіддханта-паддхаті», «Амараугха-прабодха», «Горакша-піштіка», «Горакша-Гіта», «Горакша-вача-санграха», «Горакша-упанішада», «Аманаска-йога», «Хатха-йога» та ін. 
Багато інших праць засновані на вченні Горакшанатха: «Свара-тантра», «Горакша-пурана», «Джняна-санкаліні», «Йога-Махіма», «Горакша-тантра», «Адінатха-самхіта», «Кальпадрума-тантра», «Шабар-Чінтамані», «Вівека-дарпана», «Натха-сутра» та ін. При цьому важко точно встановити, хто був автором.
Горакша каже в Хатха-йога-прадіпіці: «Існує стільки асан, скільки різних видів матеріальних тіл обумовлених матерією істот (джива-атм). Шива говорив про 8 400 000 Асан і тільки він знав їх. З цього числа він відібрав 84, з яких 4 є найбільш важливими і корисними. Ці чотири — Сіддха, Падма, Сімха і Бхадра Асани — найкращі».

### Горакша-вачана-санграха
Збірник висловлювань Горакшанатха і настанов у практиці йоги. В тексті розкривається поняття Абсолюту (Шиви), як реальності, що знаходиться поза будь-якими поглядами і описами. Проявляється Абсолют завдяки своїй Шакті. Живі істоти по визначенню Горакшанатха є не тільки часткою Абсолюту, але і найдосконалішою його частиною, через те, що в них реалізується трансцендентний союз Шиви і Шакті. У тексті дається визначення Атмана, як кореня всього сущого і принципи його осягнення. Також описується таємниця і значення звуку ОМ і викладаються принципи роботи з тонким тілом, диханням і визначення стану самадхі. Далі Горакшанатх дає настанови по шести розділах йоги (асана, пранаяма, пратьяхара, дхарана, дх'яна і самадхі), а також ями і ніями (заборонам і приписам). Також описуються локалізація чакр і адхар в тонкому тілі людини і процесу пробудження Кундаліні. Даються настанови з практики мудр і лайя-йоги. На закінчення Горакшанатх визначає ознаки авадхута-йогіна і нагадує про велич істинного Гуру, тільки милістю якого можливо досягти вищого стану та всіх досконалостей.

### Йога-біджа
На початку тексту згадується Адінатха, який веде діалог з Богинею. Текст містить настанови по йога-садхані та опис технік, проте підкреслюється що ті чи інші практики повинні бути отримані від Гуру. Як результат йога-садхани з'являються містичні сили (сіддхи), які поділяються на кальпіта і акальпіта, тобто отримані через алхімію, аскези, мантри тощо, і сіддхи, які йогін знаходить, слідуючи природному шляху (сахаджиї). Підкреслюється також важливість підготовки тіла за допомогою практик хатха-йоги, в результаті чого тіло, досягаючи досконалості, стає «міцніше найміцнішого і тонше найтоншого».

### Горакша-упанішада
Текст написаний на суміші мов раджастані та хінді. Він побудований у вигляді діалогу Вімала Деві і Горакшанатха. На початку тексту пояснюється значення імені Горакшанатх, принципів створення Всесвіту, описується що таке Творець і Божество. Потім даються визначення сутності дев'яти Великих Натхів, як принципів світобудови, що мають спільне джерело. Наприкінці даються настанови для учнів і різні шляхи осягнення вищої реальності, а також визначення брахмана, як повелителя йогинів, що осягнув проявленого як Бога.

### Вівека-мартанда
Текст «Вівека-мартанда», що містить 203 строфи, дає докладний опис практик йоги, розглядаючи її як шлях до звільнення, що припиняє страждання і веде до з'єднання дживатмана і параматмана. Підкреслюється, що ці знання отримані від самого Адінатха, тобто бога Шиви. На відміну від «Йога-Сутр» Патанджалі в Натха-сампрадаї йога складається з шести частин: асани, пранаями, пратьяхари, дхарана, дхіяни і самадхи, а кількість ям, так само як і ніям, дорівнює не п'яти, а десяти. Також наголошується на необхідності вшанування Гуру і Шиви перед тим, як приступати до будь-якого заняття.
В тексті докладно описується розташування п'яти елементів в чакрах, схоже з описом в «Хатха-йога прадіпіці» і тантричних традиціях. Нижче області пупа знаходиться Канда-йоні, де беруть початок 72 тисячі наді, енергетичних канала тонких тіл людини. Основними з них вважаються десять, по яких тече також десять видів вайю: п'ять основних пран і п'ять додаткових.
Також наводиться практика «аджапа-джапа», при якій безперервне повторення мантри «Со-Хам» супроводжується незвичайною технікою: під час вдоху вогонь апани слід піднімати вгору, а на видиху вести прану вниз. Так досягається їх подібність і пробудження Кундаліні, яка описується як згорнута в вісім обертів.
Для ефективної практики, здобуття здоров'я і довголіття, наводяться поради з правильного харчування і дається докладний опис різних мудр і бандх.
Важливе місце відводиться роботі з сонячною, місячною та вогненної енергіями в тілі. Пранаяма призводить до стану пратьяхари, в якому зупиняється рух розуму і настає стан дхарана. Далі приводиться детальний опис медитації на п'ять елементів. Переходячи до дх'яни, йогін може споглядати Атман в дев'яти чакрах тіла, що призводить до восьми різних Сіддх. Закінчується текст описом стану самадхи.